# هلفيلة ذهبية
هلفيلة ذهبية (الاسم العلمي: Helvella aurea) هي نوع من الفطريات يتبع جنس الهلفيلة من الفصيلة الهلفيلية.